# 유모차

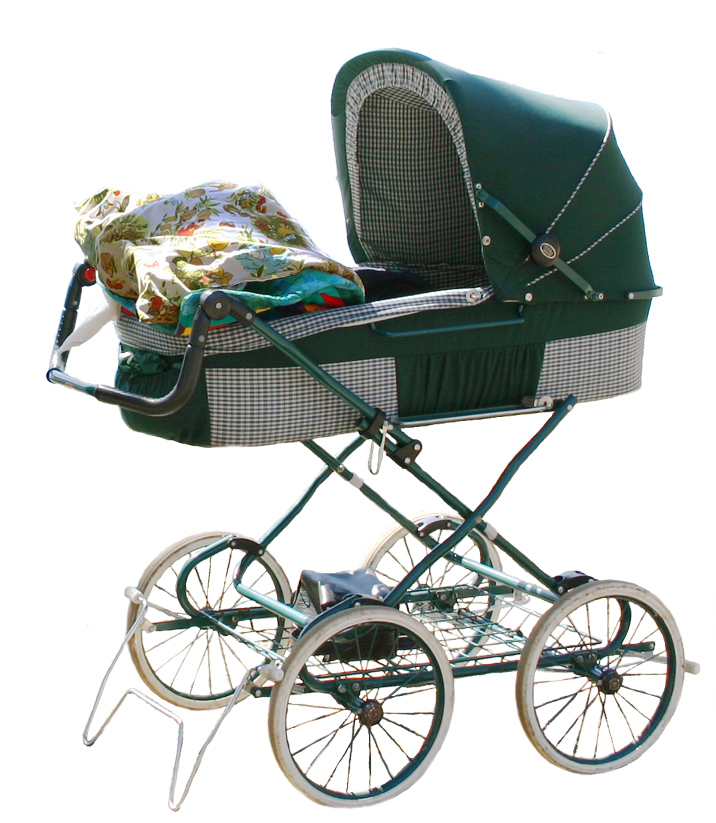
젖을 먹일 수 있도록 설계된 유모차

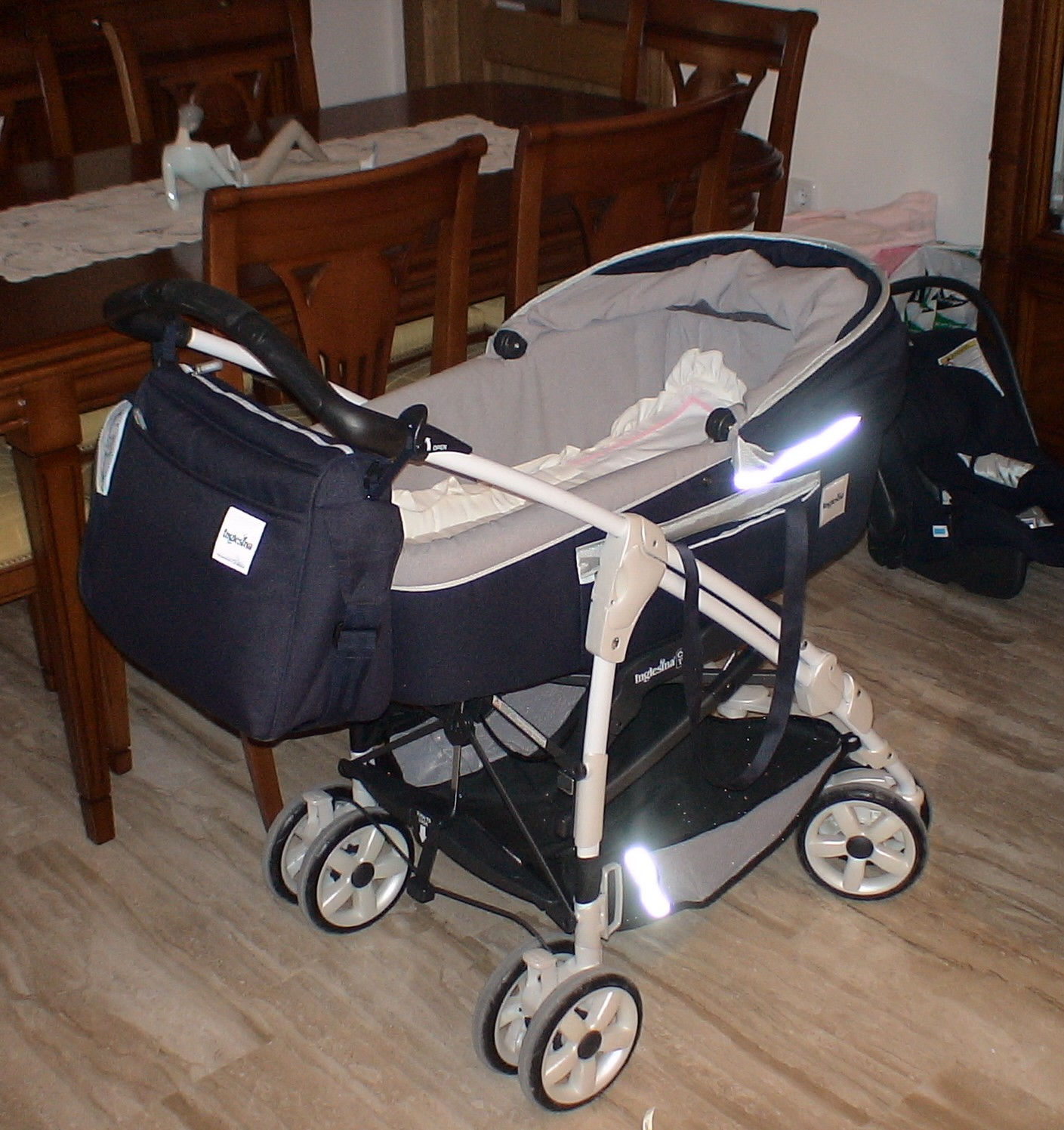
유모차

유모차(乳母車) 또는 유아차(乳兒車)는 유아를 태워서 밀고 다니는 수레 장치이다. 때때로 동차(童車), 아기차라고도 한다.

## 역사
윌리엄 켄트가 1733년에 초기의 유모차를 개발해냈다. 그는 영국의 농장 건축가였다. 1733년에 데본셔 공작이 켄트에게 어린이들을 데리고 다닐 수 있는 교통 수단을 만들어 줄 것을 요청하였다. 켄트는 어린이가 앉을 수 있도록 바퀴 위에 조개 모양의 바구니를 만들었다. 잘 꾸며진 이 유모차로 염소나 조그마한 조랑말이 끌고 다니게 할 작정이었다. 벤저민 포터 크랜들(Benjamin Potter Crandall)은 1830년대 미국에서 "미국에서 제조된 최초의 유모차"라는 광고로 이 유모차를 판매하였다.
그의 아들 제시 아머 크랜들(Jesse Armour Crandall)은 표준 모델에 개선 사항을 추가한 데 대한 수많은 특허를 냈다. 이를테면 접히는 모델, 파라솔과 우산 잡이가 있는 디자인 등이 이에 포함된다. 1840년에 이르러 유모차는 매우 유명해졌다. 빅토리아 여왕은 히칭스 유아용품점에서 유모차 세 개를 구입하였다.
당시 유모차는 나무나 가는 가지로 만들었으며 값비싼 놋쇠로 묶여있었다. 가끔은 막중한 예술 작품이 되기도 했다. 모델들의 이름을 붙일 때에는 당시 유명했던 이름인 Princess and Duchess과 밸모럴, 윈저라는 이름을 먼저 붙였다.
1889년에 윌리엄 리처드슨은 최초의 뒤집을 수 있는 유모차에 대한 개념의 특허를 냈다. 포장이 달린 요람이 설계되었다. 또, 그는 유모차에 구조적 변화를 주었다. 당시만 해도 축이 각 바퀴마다 따로 움직이게 하지는 못했다. 리처드슨의 설계는 이러한 움직임을 허용하여 유모차의 조정의 용이성을 높였다.
1920년대 들어 현대의 유모차를 온 가족이 이용할 수 있게 되었다. 더 큰 바퀴, 브레이크, 더 깊숙한 공간에 더 낮고 견고한 틀과 같은 새로운 특징이 나타나기 시작했다
1965년에 항공 기술자 오언 매클래런은 그의 딸과 함께 영국에서 미국으로 여행할 때 유모차가 무거웠던 데 대해 불만을 가졌다. 맥클라렌은 그가 지닌 비행기 지식을 이용하여 알루미늄 틀로 된 접이식 유모차를 설계하였으며 최초의 진정한 우산형 유모차를 만들어냈다. 그 뒤 맥클라렌(Maclaren)을 설립하여 그의 새로운 디자인을 제조하여 판매하기 시작했다.
1980년대에 유모차 산업이 더 안전한 구조, 더 나은 접근성 등의 새로운 기능과 더불어 발달하기 시작하였다.

## 참조
- van Hout, I.C. (1993). Beloved Burdens. Koninklijk Instituut voor de Tropen.
- Fontanel, Beatrice (1998년 10월 1일). 《Babies Celebrated》. Harry N Abrams. 250쪽. ISBN 0-8109-4012-4.

## 같이 보기
- 보행기
- 유모